# Agáchate, que disparan
Pour plus de détails, voir Fiche technique et Distribution.
Agáchate, que disparan (littéralement : « Accroupissez-vous, ils tirent ») est un film policier espagnol sorti en 1968, réalisé par Manuel Esteba. C'est un film noir, où l'histoire d'espionnage se mêle à la comédie musicale et aux danses typiques de l'époque et aux films avec Pili et Mili.

## Synopsis
Une puissante organisation qui vend des secrets au plus offrant interfère avec un message codé que Jack, un agent du service de la paix, doit remettre à Valence à Max, qui se trouve à Paris avec un troisième agent qui est assassiné en sa présence.
Dans une discothèque de Valence, Rossy et d'autres gars surveillent Jack, qui transmet un message à Pili et Mili lorsqu'elles terminent leur représentation. Jack quitte les lieux poursuivi par Rossy et ses comparses, qui l'assassinent à l'intérieur d'un atelier.
Pili et Mili font des conjectures sur le message et le lendemain matin Pili localise Max, à qui elle doit le remettre, sur une barge qui se dirige vers le port. À partir de ce moment, les deux jumelles se retrouvent entraînées dans des aventures aussi insoupçonnées que spectaculaires. Elles sont kidnappées sur ordre du chef d'un mystérieux gang. Pendant ce temps, Max tente de localiser le microfilm, et mobilise pour cela les agents les plus en vue de l'espionnage international. Max, après s'être débarrassé de ses ennemis, parvient à libérer les deux filles au milieu de l'agitation.

## Fiche technique
- Titre original espagnol : Agáchate, que disparan
- Réalisation : Manuel Esteba
- Scénario : Armando Matías Guiu, Segismundo Molist, Manuel Bengoa[2]
- Genre : film d'espionnage, film musical
- Musique : Joaquín García Moreno
- Production : Producciones Cinematográficas Cire[1]
- Photographie : Jaime Deu Casas
- Format d'image : Eastmancolor, Techniscope[1]
- Décors : Juan Frexe[1]
- Montage : Ramón Quadreny
- Durée : 87 min
- Pays de production :  Espagne
- Date de sortie : 
  - Espagne : 28 juillet 1968[2]

## Distribution
- Pili et Mili
- José Nieto : chef des espionnes[2]
- Silvia Solar : espionne[2]
- María Mahor : María[2]
- Alfredo Alaria : gérant du pub[2]
- Pedro Barcal : Don Horacio[2]
- Francisco Cebrián
- Luis Induni : espion[2]
- Hans von Borsody : Max[2]